# Alan Barlow
James Alan Noel Barlow (25 décembre 1881 - 28 février 1968) est un fonctionnaire britannique et collectionneur d'art islamique et chinois. Il est secrétaire privé principal de Ramsay MacDonald, de 1933 à 1934, puis sous-secrétaire au Trésor .

## Vie personnelle et éducation
Barlow est né à Londres, fils aîné de Thomas Barlow (1er baronnet), médecin royal, et de sa femme Ada Dalmahoy. Il fréquente le Marlborough College et le Corpus Christi College d'Oxford, où il obtient un diplôme de première classe en literae humaniores en 1904.
En 1911, Barlow et Nora Darwin, la fille d'Horace Darwin et la petite-fille de Charles Darwin se marient et ont six enfants :
- Joan Helen Barlow (26 mai 1912 - 21 février 1954).
- Thomas Erasmus Barlow, 3e baronnet (23 janvier 1914 - 12 octobre 2003), officier de marine.
- Erasmus Darwin Barlow (15 avril 1915 - 2 août 2005).
- Andrew Dalmahoy Barlow (16 septembre 1916 - 2006), fils : Martin Barlow, mathématicien.
- Hilda Horatia Barlow (14 septembre 1919 - 1er février 2017) époux : John Hunter Padel, psychanalyste ; fille : Ruth Padel, poète.
- Horace Barlow (8 décembre 1921 - 5 juillet 2020).

Il est membre des clubs Savile et Athenaeum à Londres où il rencontre des contacts politiques au cours de sa carrière. Il commence à collectionner des poteries islamiques et des céramiques chinoises dans son enfance et fait ensuite don de pièces à des musées et à l'Université du Sussex. Il est également bibliophile et s'intéresse à l'archéologie. De 1948 à 1955, il est administrateur de la National Gallery et son président de 1949 à 1951. Il est également président de l'Oriental Ceramic Society de 1943 à 1964 .

## Carrière
Il commence une carrière de fonctionnaire en tant que greffier à la Chambre des communes en 1906. Il est ensuite choisi comme examinateur junior au Board of Education et, en 1914, devient secrétaire particulier du secrétaire parlementaire. La Première Guerre mondiale change l'orientation de sa carrière puisqu'en 1915, il est muté au ministère des Munitions pour être secrétaire particulier de Christopher Addison, qui en est le ministre. En 1917, il est promu contrôleur adjoint de l'offre de main-d'œuvre et, en 1918, il devient contrôleur du département du travail. À la fin de la guerre, il est chargé de la démobilisation et de la formation au nouveau ministère du Travail . En 1924, il est promu secrétaire principal adjoint chargé du département des relations professionnelles du ministère. Son rôle se concentre sur la formation après 1929 et la création de centres de formation gouvernementaux, même s'il subsistait un manque de formation par l'industrie .
En 1933, il est nommé secrétaire privé principal de Ramsay MacDonald, le premier ministre. Cependant, les deux hommes ne sont pas faits l'un pour l'autre et en 1934, Barlow est transféré au Trésor où il reste, accédant à un poste supérieur et étant membre de plusieurs comités qui s'occupent ensemble de l'appareil gouvernemental. Il apporte des réformes, mais ne dirige pas les changements nécessaires car le gouvernement intervient davantage dans la politique économique et sociale à partir de la fin des années 1940 . Il est favorable aux dépenses d'éducation, notamment dans les domaines techniques et scientifiques. Il préside un comité en 1945 - 1946 qui recommande la fondation d'une nouvelle université technologique et l'augmentation du nombre de diplômés en sciences, mais cela n'est pas mis en œuvre . Il prend sa retraite en 1948 mais continue à être membre du Conseil consultatif sur la politique scientifique .
Barlow est baronnet et chevalier de l'Ordre du Bain et de l'Ordre de l'Empire britannique .